# Nikolaj Kamenski
Nikolaj Andrejevič Kamenski (rusko Николай Андреевич Каменский), ruski smučarski skakalec, * 27. oktober 1931, Moskva, Sovjetska zveza, † 21. julij 2017.
Kamenski je nastopil na dveh Zimskih olimpijskih igrah, v letih 1960 v Squaw Valleyju, kjer je bil četrti na srednji skakalnici, in 1964 v Innsbrucku, kjer je bil na srednji skakalnici enaindvajseti, na veliki pa osemintrideseti. Na Svetovnem prvenstvu 1962 v Zakopanah je osvojil naslov svetovnega podprvaka na veliki skakalnici, v sezoni 1955/56 je bil zmagovalec Novoletne turneje.